# Pasaporte samoano
El pasaporte samoano es un documento de viaje internacional que se emite a los ciudadanos de Samoa.
A partir del 1 de enero de 2017, los ciudadanos de Samoa tenían acceso sin visado o con visado a la llegada a 114 países y territorios, lo que ubica al pasaporte de Samoa en el puesto 44 en términos de libertad de viaje según el índice de pasaportes de Henley. Samoa firmó un acuerdo mutuo de exención de visados con los países del espacio Schengen el 28 de mayo de 2015.